# Rance Howard
Pour les articles homonymes, voir Howard.
Rance Howard, né Harold Engle Beckenholdt,  est un acteur, scénariste et producteur américain né le 17 novembre 1928 à Duncan en Oklahoma et mort le 25 novembre 2017 à Los Angeles (Californie).

## Biographie

### Famille
Rance Howard est le père des acteurs et réalisateurs Ron Howard et Clint Howard, ainsi que le grand-père de l'actrice Bryce Dallas Howard.

## Filmographie

### comme scénariste
- 1981 : Through the Magic Pyramid (TV)
- 1977 : Lâchez les bolides (Grand Theft Auto)
- 1981 : Through the Magic Pyramid (TV)

### comme producteur
- 1977 : Lâchez les bolides (Grand Theft Auto)
- 1978 : Cotton Candy (en) (TV)

### comme acteur

#### Cinéma
- 1956 : Frontier Woman : Prewitt
- 1962 : The Music Man : Oscar Jackson
- 1963 : Il faut marier papa (The Courtship of Eddie's Father) : Camp Counselor
- 1965 : Village of the Giants
- 1965 : The Desert Raven : Reggie
- 1966 : An Eye for an Eye : Harry, Townsman
- 1967 : Le Grand ours et l'enfant (Gentle Giant) : Tater Coughlin
- 1967 : Luke la main froide (Cool Hand Luke) de Stuart Rosenberg : Sheriff
- 1969 : Old Paint : Cowboy
- 1969 : Deed of Daring-Do
- 1970 : Le Pays sauvage (The Wild Country) : Cleve
- 1972 : Bloody Trail
- 1973 : Salty
- 1974 : Where the Lilies Bloom de William A. Graham : Roy Luther
- 1974 : Chinatown : Irate Farmer at Council Meeting
- 1976 : À plein gaz (Eat My Dust) de Charles B. Griffith : Clark
- 1977 : The Legend of Frank Woods : Howard Blacker
- 1977 : Lâchez les bolides (Grand Theft Auto) : Ned Slinker (private detective)
- 1977 : Un autre homme, une autre chance : Wagonmaster
- 1978 : L'Infernale Poursuite (Mr. No Legs) : Lou's Sidekick
- 1984 : Love Letters : Joseph Chesley
- 1984 : Manhattan Solo (The Lonely Guy) : Minister
- 1984 : Splash : McCullough
- 1985 : Two Soldiers : Paw
- 1985 : Cocoon : St. Petersburg Dectective
- 1985 : Creator : Mr. Spencer
- 1986 : Gung Ho, du saké dans le moteur : Mayor Conrad Zwart
- 1987 : L'Aventure intérieure (Innerspace) : Supermarket Customer
- 1988 : B.O.R.N. : Robert Morrison
- 1988 : Dark Before Dawn : Logan
- 1989 : Les Banlieusards (The 'burbs) de Joe Dante : Detective #2
- 1989 : Une chance pour tous (Listen to Me) de Douglas Day Stewart : Mr. Tucker
- 1989 : Portrait craché d'une famille modèle (Parenthood) : Dean at College
- 1989 : Trust Me
- 1989 : Limit Up : Chuck Feeney
- 1991 : 9 1/2 Ninjas! : Ninja Negotiator
- 1991 : Wishman : Det. Sturgis
- 1992 : Boris and Natasha : Polygraph Man
- 1992 : I Don't Buy Kisses Anymore de Robert Marcarelli : Elderly Man
- 1992 : Horizons lointains (Far and Away) de Ron Howard : Tomlin
- 1992 : Universal Soldier : John Deveraux
- 1993 : Ed and His Dead Mother : Rev. Praxton
- 1993 : Dans la gueule du loup (Forced to Kill) : Rance
- 1993 : Snapdragon (en) : Priest
- 1993 : Ticks (Infested) (vidéo) : Sheriff Parker
- 1993 : État second (Fearless) : Bald Cabby
- 1994 : Bigfoot: The Unforgettable Encounter : Todd Brandell
- 1994 : Le Journal (The Paper) : Alicia's Doctor
- 1994 : Deux cow-boys à New York (The Cowboy Way) : Old Gentleman
- 1994 : Terminal Velocity : Chuck, Stunt Pilot
- 1994 : Ed Wood : Old Man McCoy
- 1994 : Les Petits Géants (Little Giants) de Duwayne Dunham : Priest
- 1995 : Malevolence : Dr. Burns
- 1995 : Les Démons du maïs 3 (Children of the Corn III) : Eddie Calhoun
- 1995 : Apollo 13 : Reverend
- 1996 : Asilum (Where Truth Lies) : Judge Bloom
- 1996 : Tiger Heart : Mr. Johnson
- 1996 : Sergent Bilko (Sgt. Bilko) : Mr. Robbins
- 1996 : Le Jour de l'indépendance (Independence Day) : Chaplain
- 1996 : Mars Attacks! de Tim Burton : Quill, l'investisseur texan
- 1996 : Les Fantômes du passé (Ghosts of Mississippi) : Ralph Hargrove
- 1997 : Savate d'Isaac Florentine : Farmer
- 1997 : Busted : Mayor Davies
- 1997 : Les Truands (Traveller) : Farmer
- 1997 : Argent comptant (Money Talks) : Reverend
- 1997 : The Lay of the Land : Dr. Brown
- 1997 : Sparkle and Charm : Mr. Houghton
- 1998 : Chairman of the Board : Rev. Hatley
- 1998 : L'Armée du silence (The Sender) : Max
- 1998 : Small Soldiers : Husband
- 1998 : The Night Caller : Hank
- 1998 : Land of the Free : Hôtel Manager
- 1998 : Psycho : Mr. Lowery
- 1999 : Happy, Texas : Ely the Tractor Driver
- 1999 : Abilene : Arliss
- 2000 : A Crack in the Floor : Floyd Fryed
- 2000 : Love & Sex : Earl
- 2000 : Ping! : Old Man
- 2000 : Artie : Grandpa Morton
- 2000 : Le Grinch (How the Grinch Stole Christmas) : Elderly Timekeeper
- 2001 : Joe La Crasse (Joe Dirt) : Bomb Squad Cop
- 2001 : Rat Race : Feed the Earth Spokesman
- 2001 : Un homme d'exception (A Beautiful Mind) de Ron Howard : White-Haired Patient
- 2002 : Leaving the Land : Uncle Solomon
- 2002 : Back by Midnight : Priest
- 2002 : Compte à rebours mortel (D-Tox) : Geezer
- 2002 : Legend of the Phantom Rider : Doc Fisher
- 2002 : Jumping for Joy
- 2003 : The Long Ride Home : Old man
- 2003 : Les Disparues (The Missing) : Telegraph Operator
- 2004 : Killing Cupid : Zeke
- 2004 : I Am Stamos : Gaffer
- 2004 : Death and Texas : Circuit Court Judge
- 2004 : Toolbox Murders : Chas Rooker
- 2004 : Alamo (The Alamo) : Governor Smith
- 2004 : Eulogy : Lance Sommers
- 2004 : Ghost Rock : Cash
- 2005 : De l'ombre à la lumière (Cinderella Man) : Announcer Al Fazin
- 2005 : Miracle at Sage Creek : Doctor Babcock
- 2006 : Aimee Semple McPherson : James Kennedy
- 2006 : Comanche Stallion : Rev. Ruggers
- 2006 : Sasquatch Mountain : Harris
- 2007 : Boppin' at the Glue Factory : Walker Bill
- 2009 : Anges et Démons : Cardinal Mungo
- 2012 : Rosewood Lane de Victor Salva : Fred Crumb
- 2013 : Max Rose de Daniel Noah : Walter Prewitt
- 2013 : Nebraska d'Alexander Payne

### Télévision
- 1973 : Le Poney rouge (TV) : Sheriff Bill Smith
- 1974 : Locusts (TV) : Aaron
- 1975 : The Skating Rink (TV) : Myron Faraday
- 1975 : Huckleberry Finn (TV) : Pap Finn
- 1976 : Les Nouvelles filles de Joshua Cabe (The New Daughters of Joshua Cabe) (TV)
- 1977 : La Petite Maison dans la prairie (The House on the Prairie) (série télévisée) saison 3, épisode 13 (La quarantaine (Quarantine) ) : Simpson
- 1978 : Cotton Candy (en) (TV) : Mr. Bremmercamp
- 1979 : Flatbed Annie & Sweetiepie: Lady Truckers (TV) : Mr. Murray
- 1980 : Scout's Honor (TV) : Captain
- 1980 : Skyward (TV)
- 1981 : The Miracle of Kathy Miller (TV) : Dr. Jewell
- 1982 : Un vrai petit ange (The Kid with the Broken Halo) (TV) : Coach Ramsdell
- 1982 : Le Chant du bourreau (en) (The Executioner's Song) (TV) : Lt. Nelson
- 1983 : The Kid with the 200 I.Q. (TV)
- 1983 : Les oiseaux se cachent pour mourir (The Thorn Birds) (feuilleton TV) : Doc Wilson
- 1983 : Rita Hayworth: The Love Goddess (TV) : Still Photographer
- 1984 : Finder of Lost Loves (en) (TV) : Hank
- 1984 : The Fantastic World of D.C. Collins (TV) : Policeman
- 1985 : Scandal Sheet (TV) : Mr. Bell
- 1985 : Playing with Fire (TV) : Fireman Goodwin
- 1985 : A Death in California (TV) : Ralph Lee
- 1985 : Les Feux de l'été (The Long Hot Summer) (TV) : Wilk
- 1985 : Des jours et des vies (Days of Our Lives) (série télévisée) : Henry Clovis (unknown episodes, 1985)
- 1986 : Return to Mayberry (TV) : Preacher
- 1986 : The Drug Knot (TV) : School Principal
- 1986 : Noël dans la montagne magique (A Smoky Mountain Christmas) (TV) : Doctor / Veterinarian
- 1991 : The Letters from Moab (TV)
- 1991 : Lucy et Desi, du rire aux larmes (Lucy & Desi: Before the Laughter) (TV) : Bernie
- 1991 : Confusion tragique (Switched at Birth) (TV) : Frank Hill
- 1993 : Seinfeld (The Glasses) (TV) : Blind Man
- 1994 : Runaway Daughters (TV) : Minute Man 3
- 1994 : Les Contes de la crypte (TV), Saison 6, épisode 11 - Surprise Party : "Le père de Ray Wells"
- 1995 : Méchant garnement (Problem Child 3: Junior in Love) (TV) : The Janitor
- 1995 : La Colonie (en) (The Colony) (TV) : Stan Benson
- 1997 : The Second Civil War (TV) : Arnold Tooney Jr
- 1997 : Arabesque : La peur aux trousses (Murder, She Wrote: South by Southwest) (TV) : Jarvis Bean
- 1997 : Le Cœur en vacances (Holiday in Your Heart) (TV) : Blind Man
- 2000 : Driving Me Crazy (série télévisée) : Charly Girabaldi

- 2001 : Angel (série télévisée) : (épisode Dans la peau d'Angel) Marcus Roscoe